# Les Parages du vide
 (février 2014).
Si vous disposez d'ouvrages ou d'articles de référence ou si vous connaissez des sites web de qualité traitant du thème abordé ici, merci de compléter l'article en donnant les références utiles à sa vérifiabilité et en les liant à la section « Notes et références ».
Albums par Jean-Louis Aubert
Roc éclair
(2010) Refuge
(2019)
Lives par Jean-Louis Aubert
Live = Vivant
(2012) ?
(?)
Singles
1. Isolement
Sortie : février 2014
2. Voilà, ce sera toi
Sortie : avril 2014

Les Parages du Vide ou Aubert chante Houellebecq : Les Parages du Vide est le huitième album studio de Jean-Louis Aubert paru en solo en avril 2014. Cet album est l'adaptation du recueil de poèmes de Michel Houellebecq Configuration du dernier rivage en musique. Précédemment à la parution de l'album, un extrait intitulé Isolement sort en février 2014.

## Genèse et enregistrement
En 2013, l'écrivain Michel Houellebecq publia un recueil de poèmes intitulé Configuration du dernier rivage. Puis, en avril de la même année, Jean-Louis Aubert profita d'un rendez-vous annulé pour ouvrir le recueil à la page contenant un poème qui l'inspira : Isolement. En trois jours, Aubert écrivit la plupart des titres, surtout piochés dans le chapitre Les parages du vide ("c'était le plus lumineux" dit Aubert). Il envoya un courriel à Houellebecq pour lui demander l'autorisation de chanter ses textes. L'écrivain, réputé difficile à joindre, accepta deux jours plus tard dans le courriel de retour. "Je suis heureux d'être une source d'inspiration. Fier, même". La première rencontre eut lieu à Paris dans l'appartement du chanteur : elle dura des heures, se termina au milieu de la nuit; la suite s'écrivit sur plusieurs mois et rapprocha les deux hommes.

## Liste des pistes
| Aubert chante Houellebecq : Les parages du vide | Aubert chante Houellebecq : Les parages du vide | Aubert chante Houellebecq : Les parages du vide | Aubert chante Houellebecq : Les parages du vide | Aubert chante Houellebecq : Les parages du vide | Aubert chante Houellebecq : Les parages du vide | Aubert chante Houellebecq : Les parages du vide | Aubert chante Houellebecq : Les parages du vide | Aubert chante Houellebecq : Les parages du vide | Aubert chante Houellebecq : Les parages du vide |
| No                                              | Titre                                           | Durée                                           |                                                 |                                                 |                                                 |                                                 |                                                 |                                                 |                                                 |
| ----------------------------------------------- | ----------------------------------------------- | ----------------------------------------------- | ----------------------------------------------- | ----------------------------------------------- | ----------------------------------------------- | ----------------------------------------------- | ----------------------------------------------- | ----------------------------------------------- | ----------------------------------------------- |
| 1.                                              | Sant'Engracia                                   | 2:07                                            |                                                 |                                                 |                                                 |                                                 |                                                 |                                                 |                                                 |
| 2.                                              | Isolement                                       | 2:55                                            |                                                 |                                                 |                                                 |                                                 |                                                 |                                                 |                                                 |
| 3.                                              | Novembre                                        | 2:42                                            |                                                 |                                                 |                                                 |                                                 |                                                 |                                                 |                                                 |
| 4.                                              | Canaris                                         | 2:34                                            |                                                 |                                                 |                                                 |                                                 |                                                 |                                                 |                                                 |
| 5.                                              | Voilà, ce sera toi                              | 2:45                                            |                                                 |                                                 |                                                 |                                                 |                                                 |                                                 |                                                 |
| 6.                                              | Reflets du vide (matière)                       | 2:12                                            |                                                 |                                                 |                                                 |                                                 |                                                 |                                                 |                                                 |
| 7.                                              | La traversée                                    | 0:40                                            |                                                 |                                                 |                                                 |                                                 |                                                 |                                                 |                                                 |
| 8.                                              | Lorsqu'il faudra                                | 3:15                                            |                                                 |                                                 |                                                 |                                                 |                                                 |                                                 |                                                 |
| 9.                                              | Lise                                            | 1:11                                            |                                                 |                                                 |                                                 |                                                 |                                                 |                                                 |                                                 |
| 10.                                             | Delphine                                        | 2:08                                            |                                                 |                                                 |                                                 |                                                 |                                                 |                                                 |                                                 |
| 11.                                             | Joséphine                                       | 1:14                                            |                                                 |                                                 |                                                 |                                                 |                                                 |                                                 |                                                 |
| 12.                                             | La possibilité d'une île                        | 2:10                                            |                                                 |                                                 |                                                 |                                                 |                                                 |                                                 |                                                 |
| 13.                                             | L'enfant et le cerf-volant                      | 3:36                                            |                                                 |                                                 |                                                 |                                                 |                                                 |                                                 |                                                 |
| 14.                                             | Face B                                          | 4:05                                            |                                                 |                                                 |                                                 |                                                 |                                                 |                                                 |                                                 |
| 15.                                             | Roi de Bohême                                   | 3:03                                            |                                                 |                                                 |                                                 |                                                 |                                                 |                                                 |                                                 |
| 16.                                             | Le second secret                                | 2:40                                            |                                                 |                                                 |                                                 |                                                 |                                                 |                                                 |                                                 |
| 39:17                                           |                                                 |                                                 |                                                 |                                                 |                                                 |                                                 |                                                 |                                                 |                                                 |

## Participation
- Jean-Louis Aubert : guitares, piano, claviers, percussions, basse, batterie, chœurs, mixage
- Baptiste Brondy : batterie
- Vincent Ségal : Violoncelle solo
- Ballaké Sissoko : kora
- Nicolas Montazaud : percussions
- Marie-Jeanne Serero : arrangements cordes et vents
- Julien Chirol : arrangements cuivres
- Michel Houellebecq : textes